# Pike Automotive
Pike Automotive Limited war ein britischer Hersteller von Automobilen.

## Unternehmensgeschichte
Arnold Pearce und Tony Brown gründeten 1986 das Unternehmen in Melton Mowbray in der Grafschaft Leicestershire. Sie übernahmen ein Projekt von PYK aus Lutterworth. Damit begann die Produktion von Automobilen und Kits. Der Markenname lautete Pike. 1988 endete die Produktion. Insgesamt entstanden etwa 16 Exemplare.

## Fahrzeuge
Im Angebot standen Fahrzeuge, die den Modellen von Merlin ähnelten. Es waren Roadster. Viele Teile kamen vom Ford Cortina und Ford Sierra, so auch die Motoren. Die Ausführung mit einem Sechszylindermotor mit 2800 cm³ Hubraum wurde zunächst Invader genannt. Da der Modellname Invader aber bereits von Gilbern benutzt wurde, beschwerte sich der Gilbern Owners’ Club, woraufhin Pike den Modellnamen Predator verwendete. Dies war auch der Name der Ausführung mit Vierzylindermotor.